# 王和德
王和德（1923年5月9日—1997年2月23日），有香港報章曾誤譯為「黃和德」，越南共和國外交官，為最後一任越南共和國駐香港總領事。

## 生平
王和德1923年5月9日生於法屬印度支那芹苴省，早年畢業於南越國家行政學院經濟及金融學系，後遠赴美國密歇根州立大學深造，1949年任職於南越青年部，1952年任職於財政部，1958年加入外交部出任駐日本大使館三等秘書至1963年，之後先後擔任一等及二等秘書，1964-66年任駐仰光代總領事，離任回國後於1966-68年擔任外交部美洲及聯合國事務室主任，1967-69年任外交人員訓練中心主任，1968-69年任外交部人事會計室主任，後轉任外交顧問。
1969年5月，南越外交部宣佈王和德出任第3任南越駐香港總領事，並於同年8月11日抵港履新。
1975年4月30日西貢淪陷後，南越駐香港總領事館於同年5月6日關閉。其後王和德尋求美國政治庇護被拒，之後前往加拿大定居，直到1997年2月23日在卑詩省維多利亞去世，遺體其後下葬於羅斯灣公墓。

## 個人生活
王和德是天主教徒，已婚，育有四名子女。本身為香港獅子會、皇家香港高爾夫球會及香港鄉村俱樂部等會會員。

## 榮譽
- 二等彰美佩星[3]
- 二等行政佩星[3]
- 一等心理戰佩星[3]